# Loving (Nuovo Messico)
Loving è un villaggio degli Stati Uniti d'America, situato nello stato del Nuovo Messico, nella contea di Eddy.